# Tyler O'Neill
Tyler Alan O'Neill (Burnaby, Canadá, 22 de junio de 1995), más conocido como Tyler O'Neill, es un jugador profesional canadiense de béisbol que se desempeña en la posición de jardinero izquierdo en Baltimore Orioles, equipo de las Grandes Ligas de Béisbol (MLB).

## Carrera
O'Neill hizo su debut en la MLB con el equipo St. Louis Cardinals, en el cual jugó seis temporadas (2018-2023), después pasó a Baltimore Orioles, donde lleva jugando una temporada.